# 公立豊岡病院組合
公立豊岡病院組合（こうりつとよおかびょういんくみあい）とは、地方自治法に基づいて設置された公立病院運営のための一部事務組合である。兵庫県豊岡市と朝来市からなる。同組合が運営する病院は「公立豊岡病院組合立」となる。
豊岡病院を中心に、出石医療センター、朝来医療センター、日高クリニックの計3病院1診療所を運営している。この項目では、豊岡病院以外の各病院についても記す。

## 概要
構成市
豊岡市、朝来市
主たる所在地
兵庫県豊岡市戸牧1094番地
管理者（平成17年4月1日より専任）
進藤重亀（平成17年4月1日－平成21年3月31日）
青木俊彦（平成21年4月1日－平成24年3月31日）
佐藤二郎（平成24年4月1日－平成27年3月31日）
井上鉄也（平成27年4月1日－平成31年3月31日）
松原昭雄（平成31年4月1日－令和5年3月31日）
八木　聰（令和5年4月1日－現在）
組合議員
14名（内 豊岡市10名、朝来市4名）
運営病院
豊岡市：組合立豊岡病院（戸牧）、組合立豊岡病院出石医療センター（出石町福住）、組合立豊岡病院日高クリニック（日高町岩中）、
朝来市：組合立朝来医療センター（和田山町法興寺）

## 出石医療センター
出石医療センター（いずしいりょうセンター）は、豊岡市出石町福住にある病院。正式名称は『公立豊岡病院組合立豊岡病院出石医療センター』である。1950年（昭和25年）に出石分院として開設され、出石病院となった後、1998年（平成10年）に現在地へ移転し、2007年（平成19年）より現病院名となった。
当病院は、老人保健施設、特別養護老人ホーム、保健福祉センター、出石訪問看護ステーション、眼科開業医、薬局に隣接し、官民共同で「ふれあいの里」と呼ばれる福祉ゾーンを形成している。他の病院では「もう食べられない」とされるような嚥下障害（食物をうまく飲み込めない障害）の患者を積極的に受け入れ、入院治療・リハビリを行い、家庭に戻す老人再生医療に定評がある。
ところが、但馬全体の勤務医不足により、豊岡病院と八鹿病院（養父市）に医師を集約する方針がとられたあおりを受け、病床を老人保健施設などへ転換し、常勤医2名の無床診療所化する方針が打ち出された。住民説明会では出石・但東地域の住民および現場医師から反対意見が噴出した。常勤医3名の病院縮小に計画が変更されたものの、「議論の進め方が乱暴すぎる」として青木院長（当時）が抗議の退職を行った。規模縮小後、医師からは「一人でも倒れたらどうなるのか」と不安の声が上がっている。
- 診療科
  - 内科、外科、整形外科、リハビリテーション科、放射線科
- 交通アクセス
  - 全但バス｢福祉ゾーン｣バス停下車すぐ
- 外部リンク
  - 公立豊岡病院組合 豊岡病院 出石医療センター

## 朝来医療センター
朝来医療センター（あさごいりょうセンター）は、朝来市和田山町法興寺にある総合病院。正式名称は『公立豊岡病院組合立朝来医療センター』である。2016年（平成28年）5月1日に、以下の梁瀬医療センターと和田山医療センターを統合して新築移転の上開院した。
朝来市内に2つの病院を擁していたが、各医療センターの項に記載のとおり、医師不足による診療体制の縮小、また和田山医療センターについては老朽化もあって、2007年（平成19年）ごろから、豊岡病院組合立病院のあり方が検討され、結果として、梁瀬、和田山の両病院を統合、集約し、朝来市の総合医療を担うことが望ましいとされ、地域社会が一体となった「地域包括ケアシステム」全体の中で協調と連携により地域密着型の医療の提供のため、養父市の公立八鹿病院との連携によって救急医療を、また、地域の診療所等とも連携し、「地域完結型医療」の構築を目的とする方針である。
- 診療科
  - 内科、外科、消化器科、整形外科、心臓血管科、泌尿器科、循環器科、皮膚科、リハビリテーション科、放射線科
- 交通アクセス
  - 鉄道：山陰本線・播但線和田山駅下車タクシーまたはバス約10分（病院内バス停あり）
- 外部リンク
  - 公立豊岡病院組合立 朝来医療センター

## 日高クリニック
日高クリニック（ひだかいりょうセンター）は、豊岡市日高町岩中にある診療所。正式名称は『公立豊岡病院組合立豊岡病院日高クリニック』である。1947年（昭和22年）に日高分院として開設され、日高病院となった後、2007年（平成19年）より日高医療センターに、2024年（令和6年）4月より有床診療所に変更となり日高クリニックとなった。
- 診療科
  - 内科、外科、整形外科、産婦人科、眼科、皮膚科、新生児科
- 交通アクセス
  - 鉄道：山陰本線江原駅下車徒歩約10分
  - バス：全但バス本町停留所から徒歩約10分
- 外部リンク
  - 公立豊岡病院 日高クリニック

## かつて運営していた病院
梁瀬医療センター
朝来市山東町矢名瀬にあった病院。正式名称は『公立豊岡病院組合立朝来梁瀬医療センター』である。1962年（昭和37年）に梁瀬分院として開設され、梁瀬病院となった後、2007年（平成19年）より現病院名となった。
公立豊岡病院組合の各病院は概ね赤字経営が続いているが、当病院は黒字が続いていた。また、地域の医師会との連携などで、山東地区の住民の医療費は周辺地域と比較して低くなっていた。常勤医は自治医科大学出身の医師で占められており、へき地にもかかわらず養成医師の派遣先として人気は高く、義務年限を超えても当病院に留まる医師も多かったといい、小規模病院の成功例とされる。
出石病院同様に病院縮小の方針が打ち出され、山東地区の住民の99.5%からの反対署名が集められたにもかかわらず、常勤医が5名から3名に減らされた。2007年9月より、時間外救急患者の受け入れを中止し、入院診療および外来診療も制限されるようになり、さらに同病院に常勤として残る予定であった内科医が体力的な不安から退職し、常勤医がわずか2名となり、常勤の内科医はいなくなったことから、「病院機能は著しく低下した」との指摘がある。また、前述のように当病院は黒字経営を続けてきたが、入院・外来の制限の影響で、1億円（平成19年度補正予算）の赤字に転落する見込みとなったことから、病院再編に疑問の声が上がっている。
- 診療科
  - 内科、整形外科、外科、放射線科

和田山医療センター
朝来市和田山町竹田にあった総合病院。正式名称は『公立豊岡病院組合立朝来和田山医療センター』である。1967年（昭和42年）に北兵庫整形外科センターとして開設され、北兵庫内科整形外科センターを経て、総合病院としての和田山病院となった後、2007年（平成19年）より現病院名となった。
北兵庫整形外科センターとして発足したことが示すように整形外科を特徴とする病院である。医療再編により梁瀬医療センターの救急患者受け入れが事実上休止したことから、急患の受け入れが前年比1.7倍と激増し、問題となっている。また、当病院は整形外科を中核にすえた医療体勢となっているため、消化器の手術などには対応することができずに、搬送を断るケースも多くなっている。
- 診療科
  - 内科、外科、消化器科、整形外科、リウマチ科、眼科、脳神経外科、泌尿器科循環器科、リハビリテーション科、放射線科、皮膚科

浜坂病院
1957年（昭和32年）、美方郡浜坂町に浜坂分院として開設され、後に浜坂病院に改称した。美方郡浜坂町、同郡温泉町の豊岡病院組合からの脱退により、1973年（昭和48年）3月に一時廃院となった。同年5月に浜坂町立の公立浜坂病院として再開をはたし、現在は市町村合併により新温泉町立となっている。
和田山病院
1961年（昭和36年）、朝来郡和田山町に和田山分院として開設され、後に和田山病院に改称した。北兵庫整形外科センター（後の和田山病院→和田山医療センター）の開設に伴い、1967年（昭和42年）に廃止された。

## 歴史
明治四年「豐岡縣醫局開設布告文」によって廃藩置県により、豊岡藩が豊岡県になったときと同時に設置された。以下原文
- 明治四年 豐岡縣醫局開設布告文

本縣下ハ山陰山僻ナレバ
常ニ世風ニ後レ
文明ノ氣運ヲ吸收スル能ハズ
不幸疾病ニ罹ルトキハ
是ヲ保護スル衞生行屆カズ
非命ニ死スモノ不尠
誠ニ愍然至リニ不堪
因テ此ノ度ビ
於豐岡表
假醫局相立候間
治療可願出事
メイヂヨネン
トヨヲカケンイキヨクカイセツフコクブン
ホンケンカハサンインサンヘキナレバ
ツネニセフウニオクレ
ブンメイノキウンヲキフシウスルアタハズ
フカウシツペイニカカルトキハ
コレヲホゴスルエイセイユキトドカズ
ヒメイニシスモノスクナカラズ
マコトニビンゼンイタリニタヘズ
ヨツテコノタビ
トヨヲカオモテニオイテ
カリイキヨクアヒタチサフラフアイダ
チレウネガイイヅベキコト